# Denton (Yorkshire du Nord)
Pour les articles homonymes, voir Denton.
Denton est un village et une paroisse civile du Yorkshire du Nord, en Angleterre.